# Ян Палах (улица във Варна)
„Ян Палах“ е сред основните улици на Варна, който преминава през голяма част от града в посока запад-изток, като започва от кръстовището на бул. „Васил Левски“ и ул. „Брегалница“.